# Giovanni Battista Cicala Zoagli
Pour les articles homonymes, voir Cicala (homonymie).
Giovanni Battista Cicala Zoagli a été le 63e doge de Gênes du 4 octobre 1561 au 4 octobre 1563.